# Curling-Mixed-Europameisterschaft 2007
Die Curling-Mixed-Europameisterschaft 2007 fand in Madrid in Spanien statt.

## Teilnehmer
| Dänemark | Deutschland | England |
| --- | --- | --- |
| Skip: Joel Ostrowski Third: Camilla Jensen Second: Soren Jensen Lead: Mona Sylvest Alternate:                                                                   | Skip: Rainer Schöpp Third: Andrea Schöpp Second: Sebastian Jacoby Lead: Marie-Therese Rotter Alternate: Helmar Erlewein Alternate:               | Skip: Alan MacDougall Third: Lana Watson Second: Andrew Reed Lead: Suzie Law Alternate:                                                                   |
| Estland | Finnland | Frankreich |
| Skip: Martin Lill Third: Ööle Janson Second: Jan Anderson Lead: Kriistine Lill Alternate: Marjü Velga Alternate:                                                | Skip: Jussi Uusipaavalniemi Third: Anne Malmi Second: Petri Tsutsunen Lead: Johanna Pyyhtiä Alternate: Olavi Malmi Alternate:                    | Skip: Thierry Mercier Third: Fabienne Morand Second: Patrick Boez Lead: Marie-Pierre D’Espezel Alternate:                                                 |
| Irland | Italien | Kroatien |
| Skip: John Kenny Third: Marie Teree O’Kane Second: Tony Tierney Lead: Mary Kerr Alternate:                                                                      | Skip: Antonio Menardi Third: Rosa Pompanin Second: Fabio Alverà Lead: Claudia Alverà Alternate: Massimo Antonelli Alternate: Giorgia Casagrande  | Skip: Alen Cadez Third: Katarina Radonic Second: Drazen Cutic Lead: Marta Muzdalo Alternate:                                                              |
| Lettland | Litauen | Niederlande |
| Skip: Karlis Smilga Third: Ieva Stauere Second: Janis Klive Lead: Maija Prozorovica Alternate: Zanda Bikse Alternate:                                           | Skip: Virginija Paulauskaite Third: Vygantas Zalieckas Second: Evelina Aleksejenko Lead: Paulius Kamarauskas Alternate:                          | Skip: S. Leibbrandt-Demmon Third: Rob Vilain Second: Marlijn Muller Lead: Laurens van der Windt Alternate: Cecilia van Dorp Alternate: Mark Neeleman      |
| Norwegen | Österreich | Polen |
| Skip: Jan-Marcus Lilledal Third: Anne Grethe Hewitt Second: Jan Oivind Hewitt Lead: Anne Christine Berg Alternate: Glenn Johanssen Alternate: Marianne Kielland | Skip: Andreas Unterberger Third: Claudia Toth Second: Florian Huber Lead: Karina Toth Alternate: Constanze Hummelt Alternate:                    | Skip: Rafal Janowski Third: Malgorzata Janowska Second: Wojciech Ratajczak Lead: Katarzyna Ratajczak Alternate: Krystyna Beniger Alternate: Tomasz Wolkow |
| Russland | Schottland | Schweden |
| Skip: Alexander Kirikov Third: Daria Kozlova Second: Alexey Kamnev Lead: Julia Svetova Alternate: Vadim Schkolnikov Alternate: Ekaterina Antonova               | Skip: Gordon Muirhead Third: Eve Muirhead Second: Glen Muirhead Lead: Anna Sloan Alternate:                                                      | Skip: Anders Kraupp Third: Asa Häggman Second: Magnus Nilsson Lead: Linda Kjerr Alternate:                                                                |
| Schweiz | Slowakei | Spanien |
| Skip: Jacques Greiner Third: Jacqueline Greiner Second: Daniel Gallati Lead: Fabienne Fürbringer Alternate: Stefan Karnusian Alternate: Emilie Matille          | Skip: Pavel Kocian Third: Barbora Bugarova Second: Pavol Pitonak Lead: Zuzana Axamitova Alternate: Ronald Krcmar Alternate: Vladimira Pitonakova | Skip: Antonio de Mollinedo Third: Ellen Kittelsen Second: Jose Manual Sangüesa Lead: Ana Arce Alternate:                                                  |
| Tschechien | Ungarn | Wales |
| Skip: Karel Hradec Third: Jana Beránková Second: Marek Brozek Lead: Eva Seifertová Alternate: Vàclav Port Alternate: Irena Polivková                            | Skip: Péter Sárdi Third: Ágnes Patonai Second: Tomás Szabad Lead: Orsolaya Kazacsay Alternate: Gyula Pomazi Alternate: Irisz Tatorjan            | Skip: Adrian Meikle Third: Lesley Carol Second: Andrew Tanner Lead: Blair Hughes Alternate: Chris Wells Alternate:                                        |

## Round Robin

### Gruppe A
| Platz | Team       | Spiele | Siege | Ndlg. |
| ----- | ---------- | ------ | ----- | ----- |
| 01.   | Schottland | 5      | 4     | 1     |
| 02.   | Tschechien | 5      | 3     | 2     |
|       | England    | 5      | 3     | 2     |
| 04.   | Norwegen   | 5      | 2     | 3     |
|       | Frankreich | 5      | 2     | 3     |
| 06.   | Lettland   | 5      | 1     | 4     |

| Draw   | Zeit | Begegnung               | Resultat |
| ------ | ---- | ----------------------- | -------- |
| Draw 1 |      | Tschechien – England    | 6:7      |
|        |      | Lettland – Frankreich   | 10:3     |
|        |      | Schottland – Norwegen   | 3:6      |
| Draw 3 |      | Lettland – Norwegen     | 5:6      |
|        |      | Schottland – Tschechien | 6:4      |
|        |      | England – Frankreich    | 4:7      |
| Draw 5 |      | Frankreich – Tschechien | 5:8      |
|        |      | England – Norwegen      | 9:5      |
|        |      | Lettland – Schottland   | 3:9      |

| Draw   | Zeit | Begegnung               | Resultat |
| ------ | ---- | ----------------------- | -------- |
| Draw 7 |      | England – Lettland      | 8:2      |
|        |      | Frankreich – Schottland | 5:6      |
|        |      | Norwegen – Tschechien   | 4:5      |
| Draw 9 |      | Norwegen – Frankreich   | 5:6      |
|        |      | Tschechien – Lettland   | 10:1     |
|        |      | Schottland – England    | 4:3      |

### Gruppe B
| Platz | Team     | Spiele | Siege | Ndlg. |
| ----- | -------- | ------ | ----- | ----- |
| 01.   | Russland | 5      | 5     | 0     |
| 02.   | Wales    | 5      | 3     | 2     |
|       | Finnland | 5      | 3     | 2     |
|       | Ungarn   | 5      | 3     | 2     |
| 05.   | Polen    | 5      | 1     | 4     |
| 06.   | Kroatien | 5      | 0     | 5     |

| Draw   | Zeit | Begegnung           | Resultat |
| ------ | ---- | ------------------- | -------- |
| Draw 1 |      | Kroatien – Finnland | 2:6      |
|        |      | Polen – Ungarn      | 3:6      |
|        |      | Wales – Russland    | 3:9      |
| Draw 3 |      | Polen – Russland    | 3:11     |
|        |      | Wales – Kroatien    | 10:6     |
|        |      | Finnland – Ungarn   | 3:8      |
| Draw 5 |      | Ungarn – Kroatien   | 8:2      |
|        |      | Finnland – Russland | 3:7      |
|        |      | Polen – Wales       | 2:12     |

| Draw   | Zeit | Begegnung           | Resultat |
| ------ | ---- | ------------------- | -------- |
| Draw 7 |      | Finnland – Polen    | 9:4      |
|        |      | Ungarn – Wales      | 6:7      |
|        |      | Russland – Kroatien | 10:4     |
| Draw 9 |      | Wales – Finnland    | 4:5      |
|        |      | Russland – Ungarn   | 8:0      |
|        |      | Kroatien – Polen    | 5:8      |

### Gruppe C
| Platz | Team        | Spiele | Siege | Ndlg. |
| ----- | ----------- | ------ | ----- | ----- |
| 01.   | Deutschland | 5      | 5     | 0     |
| 02.   | Österreich  | 5      | 3     | 2     |
|       | Italien     | 5      | 3     | 2     |
|       | Slowakei    | 5      | 3     | 2     |
| 05.   | Litauen     | 5      | 1     | 4     |
| 06.   | Irland      | 5      | 0     | 5     |

| Draw   | Zeit | Begegnung                | Resultat |
| ------ | ---- | ------------------------ | -------- |
| Draw 2 |      | Österreich – Deutschland | 3:8      |
|        |      | Irland – Italien         | 4:10     |
|        |      | Slowakei – Litauen       | 8:4      |
| Draw 4 |      | Irland – Litauen         | 5:7      |
|        |      | Slowakei – Österreich    | 4:6      |
|        |      | Deutschland – Italien    | 5:4      |
| Draw 6 |      | Italien – Österreich     | 7:5      |
|        |      | Deutschland – Litauen    | 10:2     |
|        |      | Irland – Slowakei        | 3:7      |

| Draw    | Zeit | Begegnung              | Resultat |
| ------- | ---- | ---------------------- | -------- |
| Draw 8  |      | Deutschland – Irland   | 4:3      |
|         |      | Italien – Slowakei     | 4:9      |
|         |      | Litauen – Österreich   | 5:8      |
| Draw 10 |      | Litauen – Italien      | 4:9      |
|         |      | Österreich – Irland    | 7:4      |
|         |      | Slowakei – Deutschland | 2:8      |

### Gruppe D
| Platz | Team        | Spiele | Siege | Ndlg. |
| ----- | ----------- | ------ | ----- | ----- |
| 01.   | Dänemark    | 5      | 3     | 2     |
|       | Estland     | 5      | 3     | 2     |
|       | Schweden    | 5      | 3     | 2     |
|       | Schweiz     | 5      | 3     | 2     |
| 05.   | Spanien     | 5      | 1     | 4     |
|       | Niederlande | 5      | 1     | 4     |

| Draw   | Zeit | Begegnung              | Resultat |
| ------ | ---- | ---------------------- | -------- |
| Draw 2 |      | Dänemark – Spanien     | 6:2      |
|        |      | Niederlande – Estland  | 2:6      |
|        |      | Schweden – Schweiz     | 8:3      |
| Draw 4 |      | Niederlande – Schweiz  | 4:5      |
|        |      | Schweden – Dänemark    | 5:8      |
|        |      | Spanien – Estland      | 7:5      |
| Draw 6 |      | Estland – Dänemark     | 8:5      |
|        |      | Spanien – Schweiz      | 2:11     |
|        |      | Niederlande – Schweden | 5:1      |

| Draw    | Zeit | Begegnung              | Resultat |
| ------- | ---- | ---------------------- | -------- |
| Draw 8  |      | Spanien – Niederlande  | 2:9      |
|         |      | Estland – Schweden     | 4:5      |
|         |      | Schweiz – Dänemark     | 7:5      |
| Draw 10 |      | Schweden – Spanien     | 8:3      |
|         |      | Schweiz – Estland      | 4:8      |
|         |      | Dänemark – Niederlande | 6:5      |

### Tie-Breaker
1
| Datum | Zeit | Begegnung            | Resultat |
| ----- | ---- | -------------------- | -------- |
|       |      | Tschechien – England | 5:4      |
|       |      | Slowakei – Italien   | 6:5      |
|       |      | Ungarn – Finnland    | 6:5      |
|       |      | Dänemark – Schweden  | 7:4      |
|       |      | Estland – Schweiz    | 5:4      |

2
| Datum | Zeit | Begegnung             | Resultat |
| ----- | ---- | --------------------- | -------- |
|       |      | Österreich – Slowakei | 10:3     |
|       |      | Wales – Ungarn        | 6:5      |

## Playoffs
|  | Viertelfinale | Viertelfinale |          |            | Halbfinale       | Halbfinale |  |  | Finale | Finale |
|  |               |               |          |            |                  |            |  |  |        |        |
|  |               |               |          |            |                  |            |  |  |        |        |
|  | Dänemark      | 5             |          |            |                  |            |  |  |        |        |
|  | Dänemark      | 5             |          |            |                  |            |  |  |        |        |
|  | Schottland    | 3             |          |            |                  |            |  |  |        |        |
|  | Schottland    | 3             | Dänemark | 9          |                  |            |  |  |        |        |
|  |               |               | Dänemark | 9          |                  |            |  |  |        |        |
|  |               | Österreich    | 3        |            |                  |            |  |  |        |        |
|  | Österreich    | Österreich    | 3        | 8          |                  |            |  |  |        |        |
|  | Österreich    |               |          | 8          |                  |            |  |  |        |        |
|  | Russland      | 7             |          |            |                  |            |  |  |        |        |
|  |               |               | Dänemark | 5          |                  |            |  |  |        |        |
|  |               |               |          | Wales      | 6                |            |  |  |        |        |
|  | Deutschland   | 5             |          |            |                  |            |  |  |        |        |
|  | Tschechien    | 4             |          |            |                  |            |  |  |        |        |
|  | Tschechien    | 4             | Wales    | 7          |                  |            |  |  |        |        |
|  |               |               | Wales    | 7          | Spiel um Platz 3 |            |  |  |        |        |
|  |               | Deutschland   | 4        |            |                  |            |  |  |        |        |
|  | Wales         | Deutschland   | 4        | 5          | Deutschland      | 5          |  |  |        |        |
|  | Wales         |               |          | 5          | Deutschland      | 5          |  |  |        |        |
|  | Estland       | 4             |          | Österreich | 3                |            |  |  |        |        |
|  | Estland       | 4             |          |            | 3                |            |  |  |        |        |
|  |               |               |          |            |                  |            |  |  |        |        |

### Endstand
| Platz | Land        |
| ----- | ----------- |
| 01    | Wales       |
| 02    | Dänemark    |
| 03    | Deutschland |
| 04    | Österreich  |
| 05    | Russland    |
| 06    | Schottland  |
| 07    | Tschechien  |
| 08    | Estland     |
| 09    | Italien     |
| 10    | Finnland    |
| 11    | England     |
| 12    | Slowakei    |
| 13    | Schweiz     |
| 14    | Ungarn      |
| 15    | Schweden    |
| 16    | Norwegen    |
| 17    | Niederlande |
| 18    | Frankreich  |
| 19    | Litauen     |
| 20    | Lettland    |
| 21    | Spanien     |
| 22    | Polen       |
| 23    | Irland      |
| 24    | Kroatien    |